# 保健省 (カナダ)
カナダ保健省（カナダほけんしょう、英語: Health Canada、フランス語: Santé Canada）は、カナダ連邦政府内で、カナダの公衆衛生に関する行政、規制、業務を司る省庁である。本部はオンタリオ州オタワにある。現在の保健大臣はカマル・ケラ（Kamal Khera）である。

## 主な組織
カナダ保健省は下記の大臣、組織を管轄している。
- 保健大臣
- 副大臣
- 副大臣補佐
- カナダ公衆衛生長官（Chief Public Health Officer of Canada）
  - 保健省の最高位事務官であり、通常は医師資格を持った者が指名される[2]。

### 部局
- 健康製品食品局（Health Products & Food Branch）
- 疫病管理規制庁（Pest Management Regulatory Agency）

### 庁
- カナダ公衆衛生庁（Public Health Agency of Canada）
- カナダ生殖補助医療庁（Assisted Human Reproduction Canada）
- カナダ健康研究所（Canadian Institutes of Health Research）
- 有害物質情報監視委員会（Hazardous Materials Information Review Commission）
- 特許医薬品価格監視委員会（Patented Medicines Prices Review Board）
- 市販薬理事会（Marketed Health Products Directorate）